# Enterooxyntin
Enterooxyntin ist ein vermutetes Peptidhormon, das in intestinalen endokrinen Zellen produziert werden und die Magensaft-Sekretion im Magen anregen soll.

## Vermutete Funktion
Die Stimulation der Magensäure-Sekretion lässt sich in drei Phasen gliedern, cephale Phase („Kopfphase“), gastrische Phase („Magenphase“) und intestinale Phase („Darmphase“) genannt. In der intestinalen Phase tritt vorverdauter Nahrungsbrei (Chymus) vom Magen in den Darm über und in Kontakt mit der Schleimhaut von Duodenum und anschließendem Dünndarmabschnitt. Dabei kann es zu einer zusätzlichen Steigerung der Magensäuresekretion kommen, die allerdings nur bis etwa 10 % der Gesamtproduktion ausmacht.
Gebildet wird Magensäure von den Belegzellen (Parietalzellen, englisch auch oxyntic cells) in Magenfundus und -körper, also im vorausgehenden Teil des Verdauungstrakts. Vermittelt wird deren Stimulation in dieser Phase zum einen durch Gastrin (freigesetzt von G-Zellen des vorderen Duodenums) und zum anderen durch Proteinabbauprodukte (freie Aminosäuren), die über das zirkulierende Blut die Parietalzellen erreichen.
Daneben sollen durch Dehnung (Distension) der Dünndarmwand auch intestinale endokrin aktive Zellen angeregt werden, ein gewisses Peptidhormon freizusetzen, das die Magensäuresekretion stimuliert, das sogenannte „Entero-Oxyntin“. Vermutet wurde, dass Enterooxyntin stimulatorische Effekte von Gastrin, Histamin oder auch Bethanechol (besonders bei Tieren) verstärken könnte, doch ein entsprechendes Hormon konnte noch nicht identifiziert werden. Der Effekt des angenommenen Hormons wird durch eine cholinerge Blockade unterbrochen. Entgegen anderen Vermutungen ist Enterooxyntin nicht identisch mit Gastrotropin. Diese Veröffentlichung aus dem Jahr 1989 ist die letzte Veröffentlichung zu Enterooxyntin in der Datenbank PubMed. Bisher wurde Enterooxyntin nicht eindeutig identifiziert.